# Jensen Interceptor (1950)
Jensen Interceptor — легковий автомобіль, що виготовлявся компанією Jensen Motors у 1950—1957 рр.
Другий післявоєнний «Дженсен» (після моделі PW) комплектувався рядним шестициліндровим двигуном (робочим об'ємом 3,993 л) та трансмісією від Austin Sheerline.
Його шасі (автомобіль мав рамну конструкцію) було подовженим варіантом шасі Austin A70 з модифікованою підвіскою.
Тільки кузов був створений компанією Jensen, дизайнером Еріком Нілом (англ. Eric Neale).
Виробництво автомобіля закінчилось у 1957 р., однак пізніше у 1966 р. назву Interceptor відновили на нових спортивних автомобілях.

## Історія
Спочатку дводверний Interceptor виконувався з кузовом кабріолет. Останній складався з алюмінієвих та сталевих панелей на дерев'яній рамі.
Заднє панорамне вікно було виконане з оргскла, а при відкиданні даху, опускалося в кузов.
У 1952 р. з'явилась версія з твердим покритим шкірою дахом та незначна кількість автомобілів з кузовом брогам (у Англії вони називались sedanca).
Загалом було виконано 32 кабріолета, 52 седани та 4 брогами.
Спочатку гальма (фірми Girling) мали змішаний гідравлічний та механічний привод, пізніше він став повністю гідравлічним.
Чотирисхідчаста механічна коробка передач отримала підвищувальну передачу як опцію у 1952 р.
При встановленні «овердрайву» застосовувалось менше передатне число головної передачі — 3,77.
У 1952 р. журнал The Motor випробував кабріолет.
Його швидкість склала 95 миль/год (153 км/год), час розгону 0—60 миль/год (97 км/год) 17,8 с.
Витрата палива становила 20,3 миль на імперський галон.
ІНа внутрішньому ринку автомобіль коштував £2645 (разом з податками). Підвищувальна передача («овердрайв») вартувала додаткових £116.
У 1953 р. американський автогонщик Бріггс Каннінгем (англ. Briggs Cunningham) мав Interceptor з лівим кермом та потужнішим двигуном Chrysler Hemi (5,4 л, 180 к.с./134,2 кВт).
Austin A40 Sports (кузов котрого теж створила компанія Jensen) візуально нагадував зменшений Interceptor.

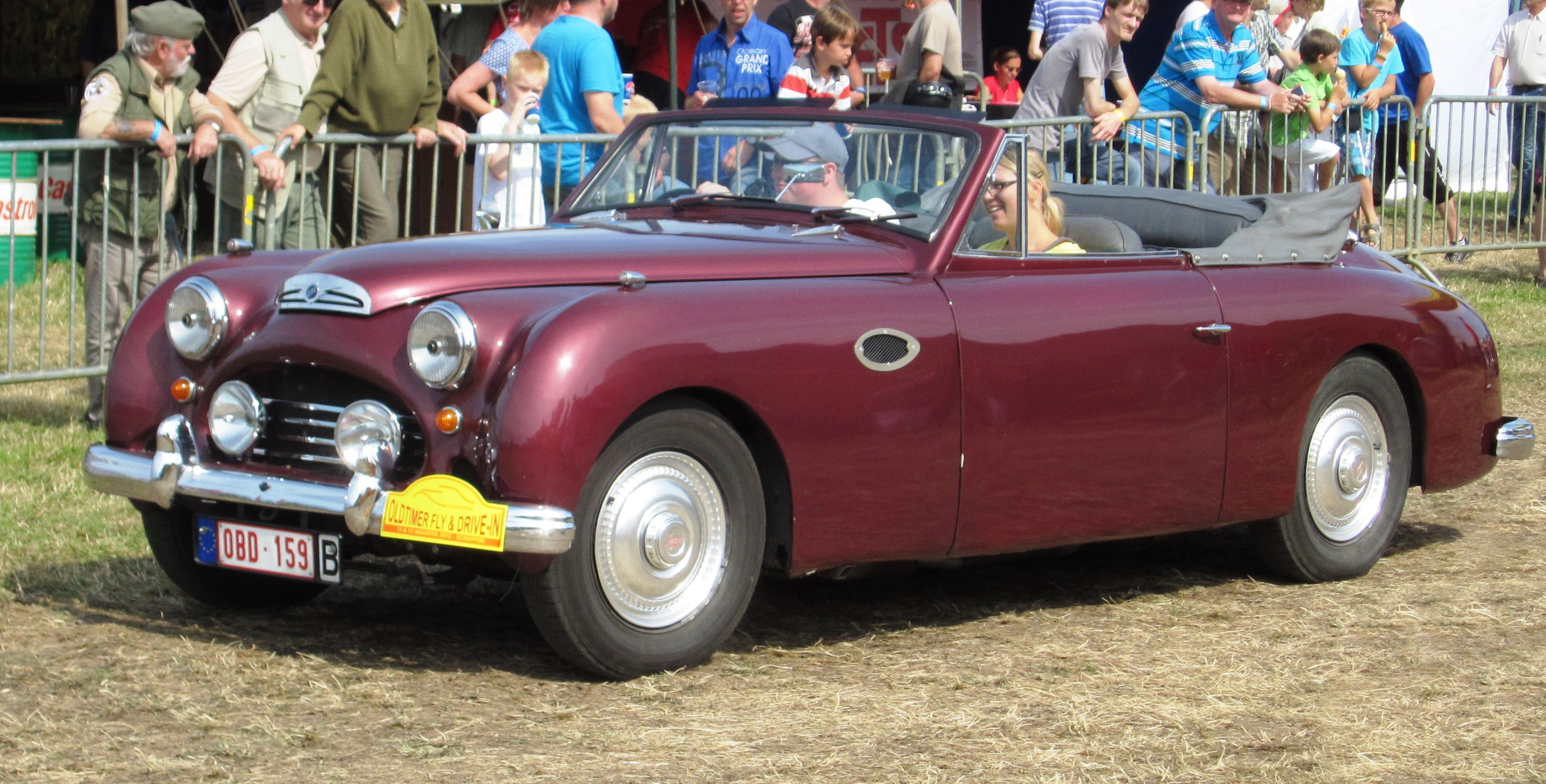
Jensen Interceptor (1951)

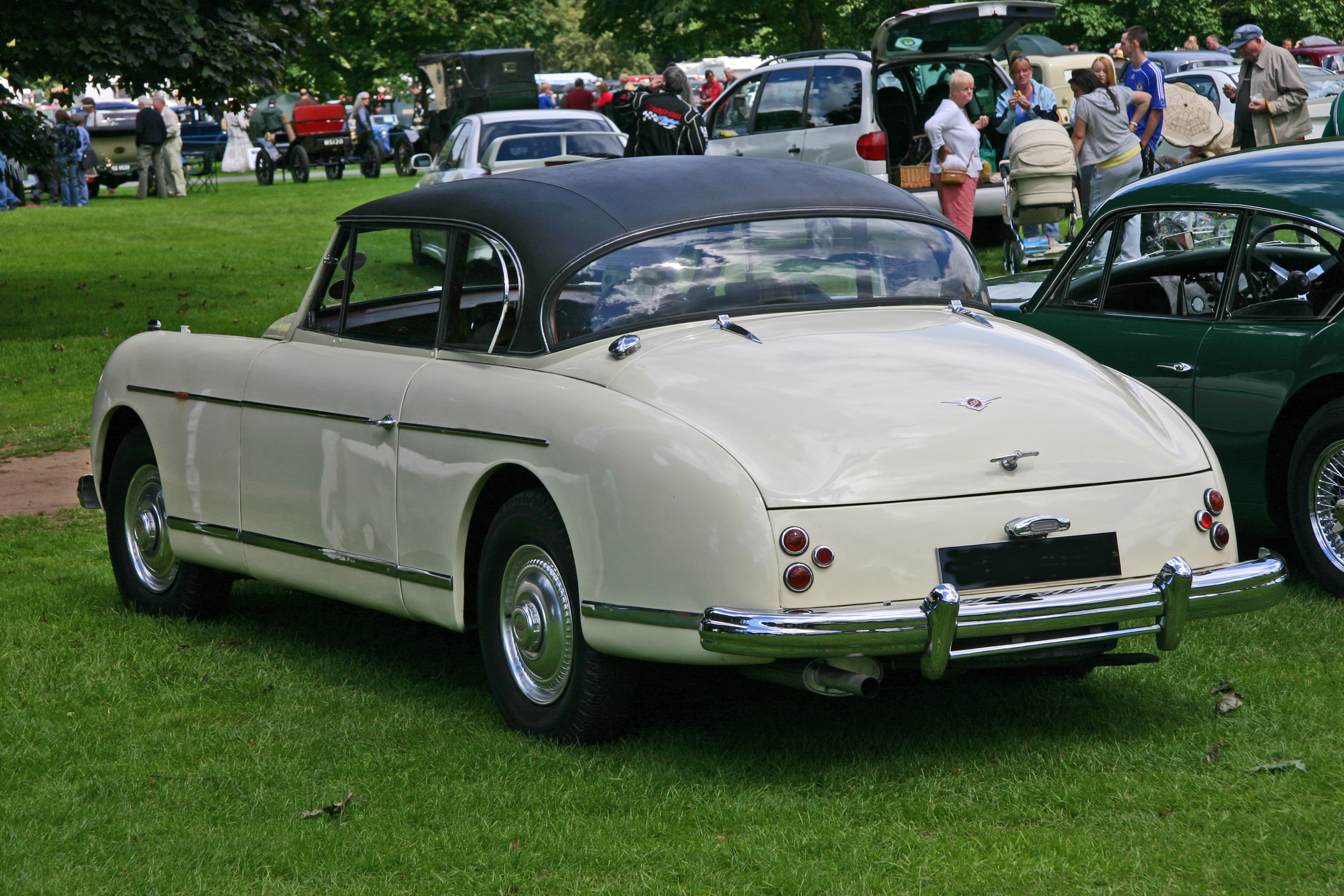
Jensen Interceptor (1954)